# Kouign-amann

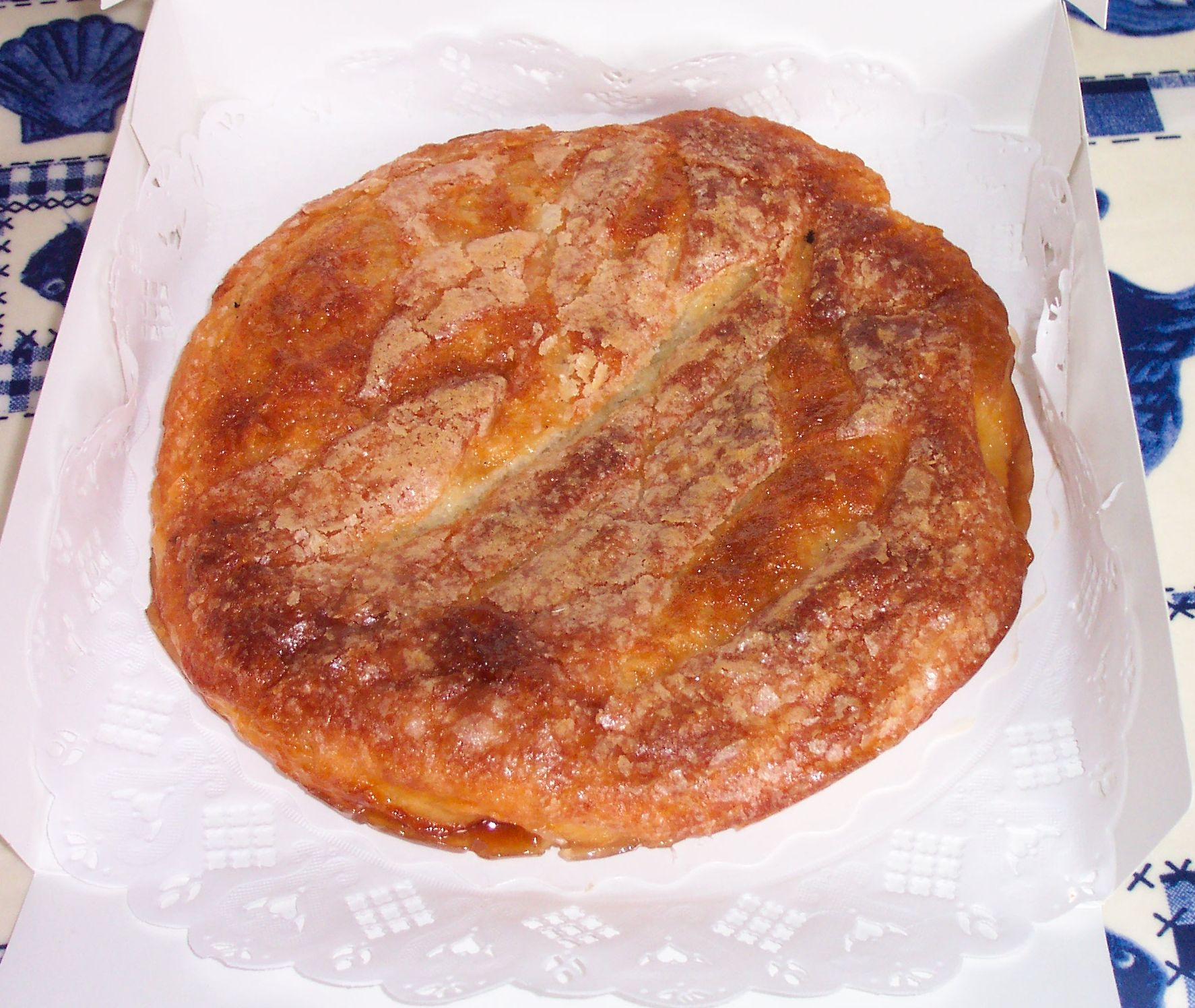
Kouign-amann.

El kouign-amann ([ˌkwiɲ aˈmãn]) es una tarta típica de la ciudad de Douarnenez, en la región francesa de Bretaña. Su nombre significa en bretón “tarta de mantequilla” y sus ingredientes básicos son harina de trigo, mantequilla y azúcar.
Existen varias versiones sobre su invención, atribuyéndola unos a una escasez de harina (lo que explicaría su extraña proporción con más mantequilla y azúcar que harina), otros a un accidente y otros a la influencia de los marineros daneses y noruegos presentes frecuentemente en la región. En general sin embargo se atribuye la paternidad a Yves-René Scordia, un panadero local del siglo XIX.
Se elabora a partir de una masa de pan fermentada que se unta con mantequilla y azúcar antes de ser doblada, lo que después de ser horneada le da una consistencia ligeramente hojaldrada.
Típicamente se come caliente o templado, pero a ser posible siempre el mismo día de su fabricación, motivo por el cual a menudo los pasteleros preguntan a sus clientes el día y hora en que desean que se entregue el encargo.